# 東鶴山
東鶴山（ひがしつるやま）は、岡山県備前市にある地区である。鶴海（つるみ）・佐山（さやま）の大字からなり、同市の東南に位置する。かつての鶴山村（邑久郡）地域。
現在の備前市にはかつて和気郡であった鶴山地区もあり、東にある本地区は東鶴山とよばれる。

## 概要
岡山県道39号備前牛窓線が東西に走り、のどかな田園風景が広がる。東部に活性炭工場（クラレケミカル）がある他は大規模な工場は存在しない。

## 歴史
本地区の歴史は非常に古く佐山・亀戸遺跡からは後期旧石器時代のナイフ形石器が出土している。古墳時代後期から終期に作られたと見られる惣田奥古墳群も佐山にあるほか、鶴海・坂田貝塚やその周辺からは約1万年前のサヌカイトの尖頭器や弥生土器が出土している。
また奈良時代には佐山地域で須恵器の窯が多く築かれる。これらの窯は平安時代から鎌倉時代には備前市伊部地区に移り独自の発展を遂げ備前焼となった。

## 地域おこし
本地区では近年、地域おこしの活動が活発である。2012年8月25日PTAや区長会などでつくる「東鶴山ゆるキャラ活用委員会」がキャラクター化した、ご当地ゆるキャラ「りおっち」が誕生した。これは本地域のシンボルとして知られる龍王山（通称・りおう山）をイメージしている。また鶴海の里山には根元から5本の幹が伸びる珍しいサクラ「五本桜」があり地元で桜の名所となっている。
鶴海地区では明治時代から生産されている伝統野菜のナス「鶴海なす」があり、近年生産量が減少していたのを復活させる動きがある。。

## 出身有名人
小説家の柴田錬三郎は当地区出身。生家は現在でも保存されており一般公開されている（2014年6月現在）。
鶴山尋常小学校（現　備前市立東鶴山小学校）を卒業しており、後に備前市立東鶴山小学校の依頼で「鶴山音頭」を作詞している。

## 施設
- 備前市立東鶴山小学校
- 備前市立東鶴山幼稚園
- 備前市立東鶴山公民館
- クラレケミカル
- フルーツパーク備前（体験型農業公園）